# 华煜卿
华煜卿（1909年—1985年），男，江苏无锡人，中华人民共和国政治人物，中国民主建国会会员，中国共产党党员，曾任全国工商联副主席、民建中央常委、湖北省人民政府副省长、湖北省政协副主席等职务。